# Шельбутово
Шельбутово — деревня в Новомосковском административном округе Москвы (до 1 июля 2012 года была в составе Ленинского района Московской области). Входит в состав поселения Внуковское.

## Население
| 1852 | 1859 | 1890 | 1899 | 1926 | 2002 | 2006 |
| ---- | ---- | ---- | ---- | ---- | ---- | ---- |
| 89   | ↘84  | ↘62  | ↗68  | ↗133 | ↘63  | ↘48  |
| 2010 |      |      |      |      |      |      |
| ↗100 |      |      |      |      |      |      |

Согласно Всероссийской переписи, в 2002 году в деревне проживало 63 человека (31 мужчина и 32 женщины). По данным на 2005 год в деревне проживало 48 человек.

## География
Деревня Шельбутово находится примерно в 4 км к северо-западу от центра города Московский. Деревня граничит с московским районом Внуково. Рядом проходит Боровское шоссе. Неподалёку протекает река Ликова. Ближайшие населённые пункты — посёлок Внуково и деревня Пыхтино.

## История
В середине XIX века деревня относилась к 1-му стану Звенигородского уезда Московской губернии и принадлежала дочери генерал-поручика Нефедьевой А. И., в деревне было 17 дворов, крестьян 46 душ мужского пола и 43 души женского.
В «Списке населённых мест» 1862 года — владельческая деревня 1-го стана Звенигородского уезда по левую сторону Ново-Калужского тракта из Москвы на село Нара Верейского уезда, в 30 верстах от уездного города и 19 верстах от становой квартиры, при речке Ликове, с 15 дворами и 84 жителями (42 мужчины, 42 женщины).
По данным на 1899 год — деревня Перхушковской волости Звенигородского уезда с 68 жителями.
В 1913 году — 20 дворов.
По материалам Всесоюзной переписи населения 1926 года — деревня Пыхтинского сельсовета Козловской волости Московского уезда Московской губернии в 1 км от Боровского шоссе и 4,5 км от станции Внуково Московско-Киево-Воронежской железной дороги, проживало 133 жителя (65 мужчин, 68 женщин), насчитывалось 23 хозяйства, из которых 21 крестьянское.
1929—1960 гг. — населённый пункт в составе Кунцевского района Московской области.
1960—1963 гг. — в составе Ульяновского района Московской области.
1963—1965 гг. — в составе Звенигородского укрупнённого сельского района Московской области.
1965—2012 гг. — в составе Ленинского района Московской области.